# Bugok-dong, Busan
Bugok-dong (koreanska: 부곡동) är en stadsdel i stadsdistriktet Geumjeong-gu i staden Busan, i den sydöstra delen av Sydkorea, 300 km sydost om huvudstaden Seoul.

## Indelning
Administrativt är Bugok-dong indelat i:
| Namn    | Namn              | Yta km² | Invånare 31 dec 2018 |
| ------- | ----------------- | ------- | -------------------- |
| 부곡1동 | Bugok 1(il)-dong  | 0,71    | 9 434                |
| 부곡2동 | Bugok 2(i)-dong   | 1,20    | 17 607               |
| 부곡3동 | Bugok 3(sam)-dong | 8,23    | 18 140               |
| 부곡4동 | Bugok 4(sa)-dong  | 0,67    | 14 218               |